# Try Again (песня Keane)
«Try Again» — песня британской рок-группы Keane, представляющая собой девятый трек на их втором альбоме, Under the Iron Sea. Песня была издана на пятом сингле с альбома, который в настоящее время продаётся только в Германии. Это также первый сингл Keane, имеющий три би-сайда, записи которых проходили на концерте в Дуйсбурге, Германия; тем не менее, группа в то время (начало 2007 года) не записывалась.
Немецкий дуэт Blank & Jones записал свой ремикс песни. Он до сих пор не издан, однако был представлен в радиошоу Армина ван Бюрена «A State of Trance»

## Список композиций

### Германия

#### German CD1
1. «Try Again»
2. «Nothing in My Way» (live)
3. «Is It Any Wonder?» (live)
4. «Bedshaped» (live)

#### German CD2
1. «Try Again»
2. «Everybody's Changing» (live)
3. «This Is the Last Time» (live)
4. «A Bad Dream» (live)

#### German CD3
1. «Try Again»
2. «Somewhere Only We Know» (live)
3. «The Frog Prince» (live)
4. «Try Again» (live)

## Написание и запись
Песня была написана Тимом Райс-Оксли в начале 2005 года и впервые исполнена через две недели после написания.
Первый раз Try Again была сыграна с использованием электрического фортепиано и тамбурина, так как на тот момент было очень много работы в процессе, и в результате песня оказалась короче, чем записанная версия. В альбомную версию включены партии ударных и увеличена длительность вступления с внедрением звуков расстроенного фортепиано, которое Тим начал применять с песни «Put It Behind You».
Руфус Уэйнрайт был приглашён Keane, чтобы исполнить эту песню вместе с Чаплином на Wireless Music Festival 29 июня 2005. Чаплин, по-видимому хотел, чтобы Уэйнрайт также играл на фортепиано, но тот отказался, хотя выступление дуэта всё же состоялось.
- Темп: 72 bpm
- Ключ: EbMaj7
- Размер: 4/4 8-beat

Трек был записан в Heliosentric Studios, Рай (Восточный Сассекс) и в The Magic Shop, Нью-Йорк в конце 2005 года.

## Значение
Райс-Оксли излагает свои мысли по поводу «Try Again» в пятом подкасте Keane:
Я всегда думаю о ней, как о песне о любви к тихим пригородам. Есть что-то странное в этом, в представлении идущего очень поздним вечером, почти пустого поезда и мне интересно всё в этой истории - особенно люди, которые уже были на работе и, возможно, очень уставшие, проснувшиеся в ранний час в первой половине дня и они возвращающиеся в свои дома, в пригород.

## Использование
«Try Again» является заглавной песней фильма «В одну сторону» с участием немецкого актёра и продюсера Тиля Швайгера.

## Позиции в чартах
| Чарт (2007) | Высшая позиция |
| ----------- | -------------- |
| Германия    | 39             |
| Швейцария   | 83             |